# Kyanäthin
Die alte Bezeichnung Kyanäthin (auch Cyanäthin) steht für 4-Amino-2,6-diethyl-5-methylpyrimidin. Es handelt sich dabei um die erste synthetisch erzeugte heterocyclische Verbindung. 
Erzeugt wurde sie zuerst im Jahr 1848 von Hermann Kolbe und Edward Frankland im Laboratorium von Robert Bunsen durch Einwirkung von Propionitril (alte Bezeichnung: Cyanäthyl) auf elementares Kalium. Zunächst wurde dem Kyanäthin noch die falsche Summenformel C18H15N3 zugewiesen. Die damaligen Untersuchungen waren Teil der Studien zur Radikaltheorie, trugen also zur Entwicklung der organischen Strukturchemie bei. Die Entdeckung des Kyanäthins fällt in die gleiche Zeit wie die des Diethylzink. Beiden Entdeckungen liegt die gleiche Idee zugrunde: Die Umsetzung eines Alkylhalogenids oder eines Alkylpseudohalogenids mit einem unedlen Metall.  Die Reaktion von Propionitril und Kalium liefert hauptsächlich Ethan und Butan, das 4-Amino-2,6-diethyl-5-methylpyrimidin wird nur in kleinen Mengen gebildet. Es mag dieser Tatsache geschuldet sein, dass die Struktur weitgehend unbeachtet blieb.
Die Trimerisierung von Nitrilen zu Pyrimidinen ist auch heute noch Teil der Forschung, wird aber inzwischen in weit besseren Ausbeuten mit Alkoxidbasen durchgeführt.